# 種類株主総会
種類株主総会（しゅるいかぶぬしそうかい）とは、種類株式を発行している日本の株式会社において、ある種類株式の株主（種類株主）の総会をいう。
会社法は、以下で条数のみ記載する。

## 概要
通常の定時株主総会のように定期的に開かれることが想定されている種類株主総会として、特定の株主総会決議事項について種類株主が拒否権を有する場合（108条1項8号）や、種類株主が独自に役員の選解任権を有する場合（同9号）の種類株主総会が想定されている。この場合、特に定款で定めがない場合、決議要件は普通決議である。
臨時に開催されることが想定されている種類株主総会としては、取締役会の決定事項等が、特定の種類株主に損害を及ぼすような場合（322条）に開催が義務付けられており、定款に加重要件の定めがない場合、決議要件は特別決議とされる。ただし、322条開催の種類株主総会については、種類株主の総同意によって定款に記載することにより、種類株主総会の開催を省略することも可能とされている（322条2項）。